# Kaliancar
Kaliancar is een bestuurslaag in het regentschap Wonogiri van de provincie Midden-Java, Indonesië. Kaliancar telt 5437 inwoners (volkstelling 2010).